# تري موسى
تري موسى (بالإنجليزية: Trey Muse)‏ هو لاعب كرة قدم أمريكي في مركز حراسة المرمى، ولد في 26 يوليو 1999 في لويفيل في الولايات المتحدة. لعب مع تاكوما ديفنس وسياتل ساوندرز.

## وصلات خارجية
- تري موسى على موقع الدوري الأمريكي (الإنجليزية)
- تري موسى على موقع قاعدة بيانات كرة القدم.إي يو (الإنجليزية)
- تري موسى على موقع Soccerway.com (الإنجليزية)